# William Kingsford
William Kingsford (* 23. Dezember 1819 in London; † 29. September 1898 in Ottawa) war ein kanadischer Landvermesser, Journalist und Literat, der eine zehnbändige Geschichte Kanadas veröffentlichte.

## Leben und Werk
Kingsford wurde in London geboren, seine Eltern besaßen einen Inn, also einen Gasthof. Wenig geneigt, Architekt zu werden, verpflichtete er sich im März 1838 bei den 1st Dragoon Guards, die nach Kanada gesandt wurden, um nach den Rebellionen von 1837 für Ruhe zu sorgen. Im Oktober 1838 befand sich die Einheit in Chambly, und damit im Bereich der zweiten Erhebung. Kingsford sympathisierte weder mit den Rebellen, noch hieß er die nachfolgenden Plünderungen durch die Briten gut. Im Oktober 1841 verließ er die Armee.
Trotz eher geringer Erfahrung als Landvermesser gelang es ihm Anfang 1842 die Position eines deputy city surveyor für die Stadt Montreal zu erlangen. Als Landvermesser erhielt er erst am 5. November 1844 für Unterkanada und am 8. Oktober 1855 für Oberkanada ein Zertifikat. Allerdings trat er bereits im Juli 1845 von seinem Amt zurück. Daneben betrieb er eine journalistische Karriere und gründete 1844 zusammen mit Murdo McIver die Montreal Times. Infolge der schweren Auseinandersetzungen 1844 kam er beinahe ums Leben; zwei Narben kennzeichneten ab 1846 sein Gesicht. Nachdem seine Zeitung 1846 eingegangen war, musste er sich erneut, diesmal in Unterkanada als Landvermesser betätigen und arbeitete am Lachine-Kanal, aber auch an der Champlain and St. Lawrence Railroad.
1849 ging Kingsford in die USA und arbeitete in Brooklyn, überwachte den Ausbau der Plankenwege im Bundesstaat, war von April 1850 bis Oktober 1851 Hilfsingenieur an der Hudson River Railroad, einer Eisenbahnlinie. In der ersten Jahreshälfte 1852 arbeitete er an der Eisenbahn in Panama, dann untersuchte er die Wasserversorgung der Landeshauptstadt.
Im Oktober 1852 war er wieder als Ingenieur tätig, diesmal für die Montreal and Kingston Railway, wobei er oftmals den chief engineer Thomas Coltrin Keefer vertrat, den leitenden Ingenieur. Nach der Übernahme der Bahn durch die Grand Trunk Railway setzte er seine Arbeit im Raum zwischen Montreal und Bytown (Ottawa) fort. Auch arbeitete er 1854 an der Victoria Bridge bei Montreal über den St. Lorenz mit, eine Brücke die geradezu als Symbol des Fortschritts galt. Im Juni 1855 verpflichtete sich Kingsford nach Toronto, doch gab er das Amt sofort auf, als er feststellte, dass seine Untergebenen von seinem Gehalt bezahlt werden sollten. So kehrte er zur Grand Trunk als Superintendent und Ingenieur zurück, der für die Bauarbeiten zwischen Belleville und Stratford verantwortlich war.
1856 bis 1860 arbeitete er mit einem eigenen Unternehmen für die Eisenbahn zwischen Toronto und Stratford. Gleichzeitig publizierte er politische Artikel im Daily Colonist in Toronto, aber auch Musik- und Theaterrezensionen im Montreal Herald, hinzu kamen Berichte über seine Reisen. Zugleich war er Korrespondent für Londoner und Torontoer Zeitungen. Thomas Brassey war von seinen Sprachfertigkeiten so beeindruckt – er sprach neben Englisch und Französisch Spanisch, Italienisch und Deutsch –, dass er ihn für Arbeiten östlich von Wien und nördlich von Neapel engagierte.
1862 abermals in Kanada arbeitete Kingsford als Berater für verschiedene Unternehmen. So untersuchte er 1863 den Straßenzustand um Toronto für die York Roads Company, 1865 berief man ihn zu Beratungen für den Bau einer Eisenbahn nach Fort William (Thunder Bay). 1866 reiste er für Brassey wieder nach Europa, diesmal nach Sardinien, um die Voraussetzungen für eine Textilfabrik und eine Eisenbahnverbindung zu untersuchen. Als er 1867 nach Kanada zurückkehrte, konnte er sich in die Beratungen über eine transkontinentale Eisenbahn einschalten und wurde als Berater engagiert.
Von 1870 bis 1872 arbeitete er für den Staat am Lachine Canal, sowie an den Grenville- und Wellandkanälen in Ontario, vermaß den Ottawa und den Gananoque sowie den Rivière Hudson in Québec. Im Juni 1873 wurde er durch gute politische Kontakte zum Ingenieur für alle staatlichen Fluss- und Hafenarbeiten in Ontario und Quebec. 1879 hatte er bereits 10 Mitarbeiter. Als Anhänger der Regierung wurde er von den 1878 an die Macht gelangenden Konservativen mit Misstrauen beäugt. Am 31. Dezember 1879 wurde Kingsford entlassen, mit der Begründung, seine Position sei überflüssig, wobei ihm nach heftigen Debatten noch ein halbes Jahr Gehalt weitergezahlt wurde. Kingsford war damit von allen Großprojekten abgeschnitten. Noch 1887 zählte er zu den Gründungsmitgliedern der Canadian Society of Civil Engineers.
Er verlegte sich nun stärker aufs Schreiben. Schon seit mindestens 20 Jahren hatte er Canadiana gesammelt und nun zogen ihn die Archivalien an, die sich in Ottawa, im Department of Agriculture unter Douglas Brymner sammelten. Sein Ziel war eine Geschichte Britisch Nordamerikas. Dabei ging er wie ein Ingenieur vor, zumal er der Auffassung war, dass die Geschichtsschreibung für den Geist der Nation das war, was die Ingenieure für die Infrastruktur waren. So entstand von 1887 bis 1898 eine History of Canada in 12 Bänden, die sich zu großen Teilen aus Quellenbeständen speiste. Das Riesenprojekt fraß sein gesamtes Vermögen auf, und nur tatkräftige Freunde retteten ihn vor dem Ruin. Allerdings schlachtete er die Archivbestände überwiegend nur dazu aus, um seine vorgefasste Meinung zu belegen. Seine Deutungen orientierten sich an seinen Vorgängern, an Michel Bibaud, Robert Christie und besonders an Lord Durham. Für ihn war der britische Sieg über Neufrankreich Folge des Freiheitsgeistes und des materiellen Fortschritts, die Assimilation der Franko-Kanadier unvermeidbar, die Selbstregierung im Sinne des responsible government die Grundlage der Gesellschaft. Die politische Öffentlichkeit nahm das Werk auf und ehrte den Verfasser mit Ehrentiteln, wie etwa vom Queen’s College in Kingston oder der Dalhousie University in Halifax (1889 und 1896).
Nur wenige lasen jedoch das opulente und weitschweifige, wenig originelle Werk. In der Review of Historical Publications Relating to Canada wurde kritisiert, dass die Sozial- und die Wirtschaftsgeschichte fehlten, wie etwa George MacKinnon Wrong anmerkte. Kingsford antwortete polemisch im Queen’s Quarterly. Dennoch erhielt noch Kingsfords Witwe – am 29. März 1848 hatte er Maria Margaret Lindsay in Montreal geheiratet – eine beachtliche Rente für die Verdienste ihres Mannes als Historiker. Heute gilt er als Amateurhistoriker, der fachlich in einer Phase der zunehmenden Professionalisierung des Métiers scheitern musste.

## Werke (Auswahl)
- History, structure and statistics of plank roads in the United States and Canada, Philadelphia, 1852.
- The Canadian canals: their history and cost, with an inquiry into the policy necessary to advance the well-being of the province, Toronto, 1865.
- The history of Canada, 10 Bände, Toronto und London, 1887–98.